# Polyzonus watsoni
Polyzonus watsoni là một loài bọ cánh cứng trong họ Cerambycidae.